# Angriffsziel Moskau
Angriffsziel Moskau (Originaltitel: Fail Safe) ist ein US-amerikanischer Thriller von Sidney Lumet aus dem Jahr 1964, der zur Zeit des Kalten Krieges spielt. Grundlage des Drehbuchs von Walter Bernstein war der Roman Feuer wird vom Himmel fallen (Originaltitel: Fail-Safe) von Eugene Burdick und Harvey F. Wheeler. Die Spezialeffekte lieferte Storyboard Inc.

## Handlung
Der Film spielt in den 1960er Jahren. Er spiegelt die Stimmungslage nach der Kuba-Krise wider, als sich erstmals ein wirkliches Bewusstsein von den unvorstellbaren Auswirkungen eines möglichen Atomkrieges entwickelte.
Zu Beginn des Films, auf einer Cocktailparty, parliert der amerikanische Nuklearkriegstheoretiker Prof. Groeteschele über die russisch-kommunistische Bedrohung und malt das düstere Szenario einer denkbaren atomaren Auseinandersetzung zwischen den Supermächten an die Wand. Er vertritt den Standpunkt, lieber einen „begrenzten“ Atomkrieg mit 60 Millionen Toten zu führen, als einen totalen mit 100 Millionen Opfern zu riskieren; es komme wie in jedem anderen Krieg nur darauf an, wer ist der Sieger, wer der Verlierer (→Erstschlagstheorie). Die Partygäste in der Villa hören seinen Überlegungen teilweise gebannt zu.
Am nächsten Morgen beginnen die Horrorvisionen zur Realität zu werden.
Es werden einige US-Luftwaffenoffiziere und auch deren private Schwierigkeiten vorgestellt. Ein glücklich verheirateter General verabschiedet sich von seiner Frau, um nach Washington zu fliegen. In der Nacht zuvor war der nachdenkliche Offizier von einem unklaren Alptraum geplagt worden.
In der Luftwaffenzentrale NORAD dient Colonel Cascio, äußerst energisch und ehrgeizig, ein sozialer Aufsteiger italoamerikanischer Abstammung, der sich seiner „proletarischen“ Eltern schämt. Er hat große private Schwierigkeiten mit der Familie und insbesondere seinem verarmten Vater.
An diesem alltäglichen Morgen wird bei einer Führung ein Kongressabgeordneter über Arbeitsweise und Vorkehrungen im Luftabwehrkommando der US Air Force informiert. Plötzlich werden auf dem Radarschirmbild Erscheinungen sichtbar, die als ein möglicherweise angreifendes sowjetisches Flugzeug gedeutet werden könnten. Erste Unruhe macht sich in der Kommandozentrale bemerkbar.
Routinemäßig startet ein Geschwader von Überschall-Atombombern, um sich zu den „Fail-Safe“-Punkten zu begeben, jenen Wartepunkten am Himmel, an denen sie auf den Einsatzbefehl warten sollen.
Durch einen technischen Fehler empfängt eine Staffel des Geschwaders per Computer den Befehl zum nuklearen Angriff auf Moskau. Unter den Besatzungsmitgliedern befinden sich einige altgediente Veteranen, die schon im Zweiten Weltkrieg US-Bombereinsätze in Europa mitgemacht hatten.
Nachdem die Interpretation des Radarbilds eines vom Kurs abgekommenen Passagierflugzeugs als Fehler erkannt ist, versucht man verzweifelt, den Bomberverband zurückzuholen. Da die Russen jedoch den Funkverkehr mit Störsendern behindern, scheitert die telefonische Kontaktaufnahme durch den US-Präsidenten zunächst. Als etwas später die Sowjets nach Verhandlungen die Störung beenden, ist wegen des ausgeklügelten Sicherheitssystems eine Rückholung der US-Bomber nicht mehr möglich: Der Zeitpunkt, ab dem ein Einsatz selbst vom Präsidenten nicht mehr abgebrochen werden kann, ist bereits erreicht. Der Kommandant und Staffelchef Grady muss die Funksprüche des Präsidenten gemäß den Vorschriften missachten, da diese auch von einem russischen Stimmenimitator stammen könnten.
Auch der Versuch der Amerikaner, die Bomber selbst abzuschießen, scheitert, weil die Flugzeuge bereits zu weit in Richtung Sibirien geflogen sind. Nach dem Aufbrauchen ihres Treibstoffs stürzen die Abfangjäger der US Air Force ins Beringmeer des Arktischen Ozeans.
Der amerikanischen Führung bleibt gegen den Willen von Col. Cascio nichts anderes übrig, als sämtliche Koordinaten und Abwehrdetails an die Sowjets weiterzugeben, um diesen die Möglichkeit zur Selbstverteidigung zu geben. Sowjetische Luftabwehrraketen vernichten fast das gesamte US-Geschwader.
Ein US-Atombomber kommt trotz allem durch – Moskau wird zerstört. Um einen sowjetischen Gegenangriff und damit einen die Erde vernichtenden Weltkrieg zu verhindern, entschließt sich der amerikanische Präsident, die Stadt New York als Vertrauensbeweis durch eigene Atombomben wie bei einer „Vergeltung“ zerstören zu lassen. Der General Black erhält den Auftrag zur Bombardierung der Millionenstadt, in der sich seine Familie befindet.
Im Nachspann des Films wird ausdrücklich darauf hingewiesen, dass laut US-amerikanischen Institutionen eine Katastrophe dieser Art sich niemals einstellen könne.

## Uraufführungen
- USA: 15. September 1964
- Deutschland: 19. März 1965
- Österreich: im Mai 1965[1]

## Neuverfilmung
Eine Neuverfilmung des 1963 gedrehten Films Angriffsziel Moskau entstand im Jahr 2000 als Live-Fernsehspiel. Unter der Regie von Stephen Frears entstand Fail Safe – Befehl ohne Ausweg, u. a. mit George Clooney, Richard Dreyfuss und Noah Wyle. Das Stück wurde in Schwarzweiß gedreht und live gesendet.

## Kritiken
„Reportagehaft-präzis in der Form, wenn auch nicht ohne Vereinfachungen, entwirft der Film die beklemmende Vision von Sicherheitsmechanismen, die sich verselbständigen.“

„Genaue Beschreibung der Folgen der atomaren Rüstung, Folgen, die hoffentlich nie Wirklichkeit werden. Ab 16 sehens- und überdenkenswert.“